# Susanne Hirzel
Susanne Zeller, geborene Hirzel (* 7. August 1921 in Untersteinbach; † 4. Dezember 2012), war eine Freundin von Sophie Scholl und kam durch sie und ihren Bruder Hans Hirzel in der Zeit des Nationalsozialismus zur Widerstandsgruppe „Weiße Rose“.
Ab den 1990er Jahren engagierte sich Zeller-Hirzel in der damals vom Verfassungsschutz wegen antisemitischer und undemokratischer Äußerungen als rechtsextremer Verdachtsfall beobachteten Partei Die Republikaner und verschiedenen islamfeindlichen Organisationen.
Sie wird heute zusammen mit Bruder Hans in der Ulmer DenkStätte Weiße Rose als Mitglied der Weißen Rose porträtiert.

## Leben

### Familie
Susanne Hirzel war die älteste Tochter des liberalen Ulmer Pfarrers Ernst Hirzel und Margarete Hirzel, geborene Gradmann, Tochter des Geographen Robert Gradmann. Ernst Hirzel wurde 1927 nach Ulm versetzt. Die Eltern hatten sechs Kinder: Susanne, Peter, Hans, Konrad, Ursula und Roland.

### Kindheit und Jugend
Für vier Jahre ging Susanne Hirzel auf Grundschule. Ab 1932 besuchte sie das humanistische Gymnasium, das heutige Humboldt-Gymnasium in Ulm. Als Klassenbeste erhielt sie 1940 ihr Abitur. Einer ihrer Klassenkameraden war Jörg Zink, der später eine der bekanntesten Persönlichkeiten des Protestantismus im Nachkriegsdeutschland wurde. Aus diesem Gymnasium gingen etliche spätere Mitglieder der Widerstandsgruppe „Weiße Rose“ hervor: Neben Hans Scholl die einige Jahre jüngeren Mitglieder der „Ulmer Abiturientengruppe“.
Susanne Hirzel war zunächst begeistertes Mitglied des Bundes Deutscher Mädel (BDM), distanzierte sich aber zunehmend von den Machthabern.
Sie war 1934 eingetreten und wurde ein Jahr später „Jungmädelschaftführerin im Untergau 120 Ulm“. Von ihrer BDM-Führerin Inge Scholl wurde sie in deren Elternhaus eingeladen und lernte dort die gleichaltrige Sophie Scholl kennen, mit der sie sich anfreundete.

### Nach dem Abitur
Um dem Reichsarbeitsdienst (RAD) zu entgehen, begannen die beiden Susanne Hirzel und Sophie Scholl nach dem Abitur im Frühjahr 1940 gemeinsam eine Kindergärtnerinnenausbildung am evangelischen Fröbel-Seminar in Ulm-Söflingen, bei der sie sich täglich begegneten. 1941 bestand Hirzel die Aufnahmeprüfung an der Musikhochschule Stuttgart, während Scholl im Frühjahr 1941 zum RAD nach Krauchenwies musste und ab Mai 1942 in München studierte.
Ende 1942 erhielt Susanne Hirzel als Musikstudentin in Stuttgart Besuch von ihrer Freundin Sophie Scholl, die sie zum Mittun im Widerstand aufforderte. Ihr drei Jahre jüngerer Bruder Hans Hirzel arbeitete zu dieser Zeit bereits mit der Gruppe um Hans und Sophie Scholl zusammen. 
In Susanne Hirzels Brief an Inge Aicher-Scholl schilderte sie das Zusammentreffen mit Sophie Scholl wie folgt:
„Sophie besuchte mich in Stuttgart, solange Hans bei Grimminger um Geld nachsuchte. Sophie wollte mich überreden, zu einer Zusammenkunft im Atelier Eickenmeyer zu kommen. Weil aber die Hochschule ein Haydn-Oratorium aufführte und ich eines der wenigen Celli war, konnte ich nicht kommen. Sophie machte Andeutungen von Flugblattaktionen. Als wir die Römerstraße hinuntergingen, um in der Calwer-Straße dann Hans zu treffen, meinte sie: ‚Wenn hier Hitler mir entgegen käme und ich eine Pistole hätte, würde ich ihn erschießen. Wenn es die Männer nicht machen, muss es eben eine Frau tun.‘ Ich beneidete sie um ihre entschiedene Meinung, da ich selbst von Zweifeln geplagt war. Ich entgegnete: ‚Da wäre doch gleich der Himmler zur Stelle und nach ihm genügend andere.‘ Sie erwiderte: ‚Man muss etwas machen, um selbst keine Schuld zu haben.‘ Das waren die letzten wichtigen Worte, die wir je gewechselt haben.“
Ende Januar 1943 warf Susanne Hirzel auf Bitten ihres Bruders das versandfertig kuvertierte fünfte Flugblatt der Weißen Rose in Stuttgart in verschiedene Postbriefkästen. Diese hochgeheime Aktion war zusammen mit Franz J. Müller in der Ulmer Martin-Luther-Kirche hinter dem Orgelprospekt vorbereitet worden. Der Vater Ernst Hirzel war damals an dieser Kirche Gemeindepfarrer.
Am 22. Februar 1943, dem Tag der Verurteilung und Hinrichtung der Geschwister Scholl, wurde auch Susanne Hirzel gemeinsam mit ihrem Bruder verhaftet. Im zweiten Prozess vor dem Volksgerichtshof unter Roland Freisler, in dem Kurt Huber, Willi Graf und Alexander Schmorell zum Tode verurteilt wurden, wurde sie zu einem halben Jahr Gefängnis verurteilt, weil ihr die Kenntnis des Inhalts der ausgelieferten Flugblätter nicht nachgewiesen werden konnte. Ihr Bruder Hans bekam eine fünfjährige Gefängnisstrafe. Susanne Hirzel verbüßte die Strafe in der Frauenstrafanstalt Gotteszell in Schwäbisch Gmünd. Alle acht Mitglieder ihrer Familie überlebten den Zweiten Weltkrieg.

### Nach dem Zweiten Weltkrieg
Nach 1945 war Susanne Zeller-Hirzel dreizehn Jahre als Cellolehrerin in der Schweiz tätig, wo sie heiratete. In dieser Zeit verfasste sie eine verbreitete, mehrbändige Violoncello-Schule, die in vielen Auflagen im Bärenreiter-Verlag erschien. Nach ihrer Rückkehr nach Deutschland lebte sie in ihrer Heimatregion Schwaben. Sie heiratete Wolfgang Zeller und brachte einen Sohn zur Welt.
Ihr Bruder Hans trat 1993 der Partei Die Republikaner bei, wurde deren stellvertretender Bundesvorsitzender und nahm als Kandidat an der Wahl des deutschen Bundespräsidenten 1994 teil. Auch Susanne Zeller-Hirzel war ab den 1990er Jahren in rechtskonservativen Kreisen politisch aktiv, zunächst ebenfalls bei den Republikanern. Mit ihren 1998 veröffentlichten Erinnerungen Eine schwäbische Jugend trat sie erstmals in diesem Sinn an die Öffentlichkeit. Darin schreibt sie u. a., die Alliierten hätten bei ihren Luftangriffen auf deutsche Städte „möglichst viele Deutsche ausrotten wollen“, und die deutschen KZs seien dem „Vorbild“ Stalins sowie der Engländer im Burenkrieg gefolgt.
Sie lebte zuletzt in Stuttgart und engagierte sich in der Bürgerbewegung Pax Europa (BPE) gegen eine von ihr befürchtete Islamisierung Deutschlands. 2009 ließ sie sich für das islamfeindliche amerikanische Internetportal Stop Islamization of America (SIOA) interviewen. Auf einer wenige Monate vor ihrem Tod am 7. Juli 2012 im Namen der Weißen Rose angelegten Facebook-Seite erklärte sie, die Gruppe neu ins Leben zu rufen, um den in Gestalt der heute an den Schaltstellen der Macht sitzenden 68er zurückgekehrten Faschismus zu bekämpfen.
Susanne Zeller-Hirzel wird in der Ulmer DenkStätte Weiße Rose porträtiert.

## Werke
- Vom Ja zum Nein. Eine schwäbische Jugend 1933 bis 1945. Silberburg-Verlag, Tübingen 2000, ISBN 3-87407-368-8.
- Violoncello-Schule. Bärenreiter-Verlag, Kassel 1960ff. (200919); ISMN 979-0-006-43927-0 (Band 1,1)